# Las (Lakedaimon)

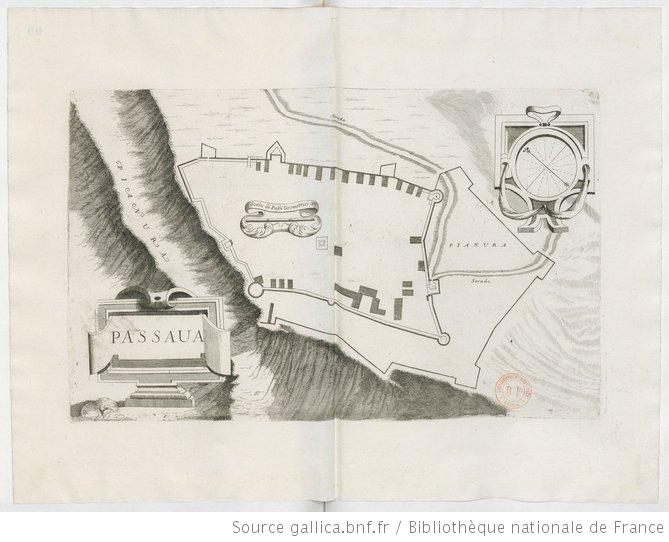
Plan der Festung Passava

Las (agr. ὁ Λᾶς; ἡ Λᾶ; bei Homer: Λάας) war eine lakedaimonische Periökenstadt, die später zu den Eleutherolakonen gehörte. Las war ein wichtiger Hafen von Sparta. Die Einwohner werden Laer (agr. Λᾶοι) genannt. Am Ort der antiken Akropolis stand die mittelalterliche Burg Passava.

## Lage
Las (deutsch „Fels“) wird allgemein mit dem Burghügel Passavá und dessen Umgebung in der Kato Mani identifiziert, der südwestlich von Gythion liegt und 2 km westlich der Bucht von Vathy. Der nächste größere Ort ist das Dorf Chosiári.

## Beschreibung der antiken Stadt
Nach Pausanias 3, 25, 6f., der um 160 n.Cr. die Stadt besucht hatte, lag diese zwischen drei Hügeln, 10 Stadien (2 km) von der Küste entfernt und 40 Stadien (7½ km) südwestlich von Gythion. Zu seiner Zeit lag die Akropolis auf dem Hügel Asia (Ἀσία) bereits in Trümmern. Hier befand sich ein Tempel der Athena Asia und neben dem Tor eine Statue des Herakles. Auf dem zweiten Hügel Ilion (Ἴλιον) standen die Tempel für Asklepios und Dionysos und auf dem dritten Hügel Knakadion (Κνακάδιον) ein Tempel von Apollon Karneios. Die Stadt selbst lag in einer kleinen Ebene und hier entsprang auch die Quelle Galako (Γαλακώ „Milchige“), so benannt nach ihrer Farbe. Neben der Quelle stand das Gymnasion mit einer Statue des Hermes.
Fünf Stadien (ca. 900 m) neben der Stadt floss der Smenos (Σμῆνος, heute: Turkóvrysi) vorbei, mit äußerst vorzüglichem Wasser. Zum Meer hin lag das Gebiet Araïnon (Ἀράϊνον), wo sich das Grab des Stadtgründers Las befand.

## Archäologie
Die Stadt wurde nicht systematisch erforscht und die Funde sind schlecht dokumentiert. Eine genauere Beschreibung findet sich bei Edward S. Forster in Band 13 des Annual of the British School at Athens.

### Stadt und Akropolis
Die antike Akropolis auf dem Berg Asia wird auf dem Hügel Passavá lokalisiert, wo im Mittelalter die Franken eine Burg errichteten. Hier wurden spärliche Funde aus der Bronzezeit gemacht, die aber nicht genau datiert werden können. Der südöstliche Teil der antiken Stadtmauer wurde in die fränkische Festungsmauer integriert. Südlich des Burghügels entspringt eine Quelle, die der Galako des Pausanias entsprechen dürfte. Daneben wurden Spuren eines größeren hellenistischen Gebäudes entdeckt, wohl die Überreste des von Pausanias erwähnten Gymnasions. Zudem wurden einige Kleinfunde gemacht, darunter eine archaische Herme mit Widderkopf, die auf den Kult des dorischen Gottes Apollon Karneios hinweist. Zudem wurden eine Bronzestatuette des Pan und vier Inschriften gefunden. Anhand der Funde lag die antike Stadt in einer kleinen Ebene, die von drei Hügeln umgeben wird, im Norden Passavá, im Südosten Mastroléo und im Westen Mýtikas.

### Hafen und Araïnon
Der antike Hafen lag an der Bucht von Vathý, etwa zwei Kilometer östlich der antiken Stadt. Antike Funde wurden vor allem beim südöstlichen Vorgebirge der Bucht gemacht. Diese bildet einen natürlichen, gut geschützten Hafen. Auf Luft- und Satellitenaufnahmen ist deutlich noch die heute unter Wasser liegende Molenmauer aus römischer Zeit erkennbar. Das Vorgebirge wird heute Ajeranó genannt, und es wird vermutet, dass in diesem Namen der antike Name Araïnon weiterlebt. Hier dürfte auch der von Pausanias genannte Tempel der Artemis Diktynna gestanden haben. Gemäß der Archäologin Gardner könnten die antiken Überreste östlich der Kirche A. Nikolaos vom antiken Diktynnaion stammen.

## Smenos (Turkovrysi)
Südöstlich der antiken Stadt erstreckt sich bis zur Küste eine kleine fruchtbare Ebene, die vom Fluss Turkovrysi durchflossen wird. Dieser entspringt im Gebirge westlich der antiken Stadt und umfließt den Hügel Passava im Nordwesten durch eine enge Schlucht, durch die auch Straße führt. Dann biegt er nach Süden ab und mündet nach drei Kilometer ins Meer. Seine Distanz zur antiken Stadt entspricht recht gut der Angabe Pausaniasʼ bezüglich des Flusses Smenos.

## Geschichte
Der Hügel Passavá wurde bereits in der Steinzeit, aufgesucht, wie anhand eines Stückes Obsidian erkennbar ist. Aus dem Helladikum (1400-1100 v. Chr.) stammen wenige nicht genau datierbare Keramikscherben und ein Steinblock. Von der Lage her, ist der Hügel Passavá ein typischer Ort, wo mykenische Siedlungen errichtet wurden.
Die Funde der antiken Stadt können durchgehend von der Protogeometrischen Periode bis in die Römerzeit datiert werden.
Erstmals erwähnt wird Las von Homer im Schiffskatalog der Ilias (Il. 2, 585)
οἵ τε Λάαν εἶχον ἠδ᾽ Οἴτυλον ἀμφενέμοντο
„Welche Laas bewohnten und Oitylosʼ Auen bestellten.“
Während der Archaik war Las ein wichtiger Hafen und eine Periökenstadt von Sparta. Nachdem der Hafen von Gythion ausgebaut worden war, verlor es an Bedeutung. Anno 219 v. Chr. lagerte der makedonische König Philipp II. beim Karnion und griff dann Asine an, welches vermutlich südlich von Las beim heutigen Skutári lag. Die Laer besiegten eine plündernde makedonische Einheit und stellten die Siegestrophäe auf der Akropolis auf.
Nach den schweren Niederlagen des spartanischen Königs Nabis (ermordet 192 v. Chr.) wurde Las mit anderen Küstenstädten zu einer freien Stadt der Eleutherolakonen und von den Römern unter den Schutz des Achäischen Bundes gestellt. Sparta, nun seiner Häfen beraubt und so in seiner Seeherrschaft gefährdet, überfiel 189 v. Chr. in einer nächtlichen Aktion Las, doch vermochten die überraschten Bewohner erfolgreich die Spartaner zu vertreiben.
Während der römischen Kaiserzeit gehörte Las zum Bund der Eleutherolakonen und war eine selbständige Polis, die eigene Münzen herausgab. Wann die Stadt aufgegeben wurde, ist nicht bekannt. Die letzten Münzen datieren ins frühe 3. Jahrhundert und vermutlich richtete das große Erdbeben des Jahres 375 ebenfalls schwere Schäden an.

## Passava
Nach der Gründung des Fürstentums Achaia wurde die Mani dem Baron Jean de Neuilly übergeben, der 1254 an der Stelle der antiken Akropolis die Festung Passava erbauen ließ. Die Burg lag strategisch günstig an der Straße vom Lakonien nach Vitolo am Messenischen Golf. Die Festung kam 1460 zu den Osmanen. Sie wurde 1601 von Spaniern überfallen und 1670 von den Osmanen verstärkt. 1685 wurde sie von den Venezianern erobert.
Die Burgmauer ist noch sehr gut erhalten und lässt den Umfang der Festung gut erkennen. Darin finden sich die Spuren von mehreren Gebäuden und der türkischen Moschee.

## Antike Quellen
Folgende antike Texte nennen den Ort Las. Die Auflistung erfolgt chronologisch:
- Homer: Ilias 2, 585 (Las ist eine der lakedaimonischen Städte unter Menelaos)
- Pseudo-Skylax: Periplus 46 (Las, Stadt und Hafen)
- Thukydides: Peloponnesischer Krieg 8, 91 (Las ist ein Hafen der spartanischen Flotte)
- Lykophron: Alexandra 93 (Paris segelt vom Kap Tainaron an Las vorbei nach Gythion)
- Titus Livius: Ab urbe condita 38, 30 (Las wird von den Spartanern überfallen)
- Strabon: Geographie 8, 5, 3 (p. 364)
- Ptolemaios 3, 16, 9
- Pausanias: Reisen in Griechenland 3, 32, 7 & 3, 24, 6f. (Beschreibung der Stadt und Umgebung)
- Stephanos von Byzanz: Ethnika, s. Λᾶ